# Serafina Moritz
Serafina Moritz (ur. 1 czerwca 1950) – rumuńska lekkoatletka, która specjalizowała się w rzucie oszczepem.
Złota medalistka europejskich igrzysk juniorów z 1968 roku. 
Matka japońskiego młociarza Kōjiego Murofushi.

## Osiągnięcia
| Rok  | Impreza                       | Miejsce | Pozycja    | Wynik |
| ---- | ----------------------------- | ------- | ---------- | ----- |
| 1968 | Europejskie igrzyska juniorów | Lipsk   | 1. miejsce | 51,10 |